# Nesokia
Nesokia es un género de roedores miomorfos de la familia Muridae. Están  ampliamente distribuidos por Asia y el noreste de Egipto.

## Especies
Se reconocen las siguientes especies:
- Nesokia bunnii Khajuria, 1981
- Nesokia indica Gray, 1830-1835